# Amaro San Simone
L'Amaro San Simone è un liquore italiano a base di erbe officinali, prodotto e imbottigliato a Torino.
Considerato uno dei prodotti simbolo della torinesità, la sua distribuzione vede il Piemonte, la Liguria, Valle d'Aosta e la Lombardia occidentale come principali territori di diffusione.

## Storia
L'amaro oggi conosciuto è il discendente di un antico elisir risalente al XVI secolo, creato da una confraternita di monaci di Torino per migliorare la circolazione del sangue, il Depurativo San Simone. La chiesa romanica dei Santi Simone e Giuda nei pressi di via Garibaldi fu demolita nel XVIII secolo. Nel 2013 sono stati rinvenuti i resti dell'abside.
L'antico depurativo fu prodotto e distribuito presso l'Antica Officina Farmaceutica San Simone sino agli anni Cinquanta del Novecento, quando si intuì l'esigenza di creare una versione più gradevole dello stesso, che potesse dare spazio al piacere del palato senza intaccare i principi attivi delle erbe. 
Fu così che nel 1960 il farmacista Aldo Fechino, fondatore dell'attuale Amaro San Simone srl, dopo anni di laboriose prove giunse all'attuale formula dell'amaro.
L'azienda opera ancora oggi nello stesso stabilimento di allora, mantenendo l'artigianalità nella produzione del liquore, nonostante la scomparsa del dottor Fechino avvenuta nel 2012.

## Caratteristiche
Il San Simone, che si presenta di color bruno caramellato, è ottenuto da un'infusione idroalcolica a base di acqua, alcol, 39 erbe officinali e zucchero. Il suo sapore è in equilibrio tra il dolce e l'amaro. Il suo grado alcolico è 26%.